# Taraxacum ingens
Taraxacum ingens — вид квіткових рослин з родини айстрових (Asteraceae). Ареал: Данія, Німеччина, Чехія, Словаччина, Польща, Латвія, Естонія, Фінляндія, Україна; інтродукований до Британської Колумбії; це багаторічна рослина помірних біомів.
Основні діагностичні ознаки цього таксону: черешки крилаті, зелені без слідів червоного; листки зазвичай з численними вигнутими, дельтовидними бічними частками з сильно зазубреними верхніми краями; кінцева частка тупо-гостра часто з симетрично розташованими великими зубцями; зовнішні приквітки великі, 4–4.9 мм ушир, 15–17 мм завдовжки, часто фіолетового кольору; квіткова голова опукла, понад 60 мм у діаметрі.